# Liste des représentants de la IXe législature du Congrès de la république de Colombie
 (septembre 2023).

Chambre des représentants colombienne au 21 juillet 2022.

Cet article dresse la liste des 188 représentants de la IXe législature, ouverte le 20 juillet 2022. La Chambre est doté de 188 sièges, ont 162 pourvus au scrutin proportionnel plurinominal selon la méthode du plus fort reste dans 33 circonscriptions correspondant aux départements du pays et la capitale Bogota. Le nombre de sièges par circonscription est proportionnel, chaque tranche de 250 000 habitants équivalant à un siège, plus un pour une dernière tranche de 125 000 habitants, avec un minimum de deux sièges par circonscription. Dix-neuf autres sièges sont élus dans des circonscriptions spéciales, dont deux reservées aux afro-colombiens, une aux indigènes, une à la diaspora, et seize constituant de « CITREP », dédiées aux zones affectées par les conflits.

## Liste par départements

### Amazonas
| Portrait | Représentant                    | Parti | Parti |
| -------- | ------------------------------- | ----- | ----- |
|          | Mónica Karina Bocanegra Pantoja |       | PLC   |
|          | Yenica Sugein Acosta Infante    |       | CD    |

### Antioquia
| Portrait | Représentant                  | Liste | Liste      | Parti | Parti      |
| -------- | ----------------------------- | ----- | ---------- | ----- | ---------- |
|          | María Eugenia Lopera Monsalve |       | PLC        | PLC   | PLC        |
|          | Julián Peinado Ramírez        |       | PLC        | PLC   | PLC        |
|          | Luis Carlos Ochoa Tobón (es)  |       | PLC        | PLC   | PLC        |
|          | Alejandro Toro                |       | PH         |       | Indep (es) |
|          | Susana Gómez Castaño (es)     |       | PH         |       | CH         |
|          | Luz María Múnera Medina (es)  |       | PH         |       | PDA        |
|          | Daniel Restrepo Carmona       |       | PCC        | PCC   | PCC        |
|          | Andrés Felipe Jiménez Vargas  |       | PCC        | PCC   | PCC        |
|          | Luis Miguel López Aristizábal |       | PCC        | PCC   | PCC        |
|          | Elkin Rodolfo Ospina Ospina   |       | AV-CE (es) |       | AV         |
|          | Juan Camilo Londoño Barrera   |       | AV-CE (es) |       | AV         |
|          | Daniel Carvalho Mejía         |       | CE (es)    |       | AV         |
|          | Pedro Baracutao               |       | COM        | COM   | COM        |

### Arauca
| Portrait | Représentant              | Parti | Parti |
| -------- | ------------------------- | ----- | ----- |
|          | Germán Rogelio Rozo Anis  |       | PLC   |
|          | Lina María Garrido Martín |       | PCR   |

### Atlántico
| Portrait | Représentant            | Liste | Liste | Parti | Parti |
| -------- | ----------------------- | ----- | ----- | ----- | ----- |
|          | Jezmi Barraza Arraut    |       | PLC   | PLC   | PLC   |
|          | Dolcey Torres           |       | PLC   | PLC   | PLC   |
|          | Agmeth Escaf            |       | PH    |       | CH    |
|          | Armando Zabarain d'Arce |       | PCC   | PCC   | PCC   |
|          | Gersel Pérez            |       | PCR   | PCR   | PCR   |
|          | Modesto Aguilera Vides  |       | PCR   | PCR   | PCR   |
|          | Betsy Pérez Arango      |       | PCR   | PCR   | PCR   |
|          | Germán Gómez            |       | COM   | COM   | COM   |

### Bogota
| Portrait | Représentant                      | Liste | Liste      | Parti   | Parti    |
| -------- | --------------------------------- | ----- | ---------- | ------- | -------- |
|          | Juan Carlos Losada                |       | PLC        | PLC     | PLC      |
|          | David Racero                      |       | PH         |         | CH       |
|          | Mafe Carrascal Rojas              |       | PH         |         | CH       |
|          | Gabriel Becerra                   |       | PH         |         | UP       |
|          | Támara Argote                     |       | PH         |         | PDA      |
|          | Alirio Uribe Muñoz (es)           |       | PH         |         | PDA      |
|          | Maria Del Mar Pizarro Garcia      |       | PH         |         | CH       |
|          | Heraclito Landinez Suárez         |       | PH         |         | MAIS     |
|          | Adriana Carolina Arbeláez         |       | PCR        | PCR     | PCR      |
|          | Andrés Forero (es)                |       | CD         | CD      | CD       |
|          | José Jaime Uscátegui              |       | CD         | CD      | CD       |
|          | Juan Camilo Londoño Barrera       |       | AV-CE (es) |         | AV       |
|          | Katherine Miranda (es)            |       | AV-CE (es) |         | AV       |
|          | Cathy Juvinao                     |       | AV-CE (es) |         | AV       |
|          | Olga Lucía Velásquez              |       | AV-CE (es) |         | AV       |
|          | Carlos Alberto Carreño Marín (es) |       | COM        | COM     | COM      |
|          | Jennifer Pedraza Sandoval         |       | CE (es)    |         | D&C (es) |
|          | Julia Miranda Londoño             |       | NL (es)    | NL (es) | NL (es)  |
|          | Irma Luz Herrera (es)             |       | MIRA       | MIRA    | MIRA     |
|          | Juan Carlos Wills Ospina          |       | PCC        | PCC     | PCC      |

### Bolívar
| Portrait | Représentant                    | Liste | Liste | Parti | Parti |
| -------- | ------------------------------- | ----- | ----- | ----- | ----- |
|          | Dorina Hernández Palomino (es)  |       | PH    |       | SPS   |
|          | Ángela María Vergara González   |       | PCC   | PCC   | PCC   |
|          | Juliana Aray Franco (es)        |       | PCC   | PCC   | PCC   |
|          | Andrés Guillermo Montes Celedón |       | PCC   | PCC   | PCC   |
|          | Fernando David Niño Mendoza     |       | PCC   | PCC   | PCC   |

### Boyacá
| Portrait | Représentant                 | Liste | Liste      | Parti | Parti |
| -------- | ---------------------------- | ----- | ---------- | ----- | ----- |
|          | Héctor David Chaparro        |       | PLC        | PLC   | PLC   |
|          | Pedro José Súarez Vacca      |       | PH         |       | CH    |
|          | Íngrid Sogamoso              |       | PCC        | PCC   | PCC   |
|          | Eduard Alexis Triana Rincón  |       | CD         | CD    | CD    |
|          | Wilmer Castellanos Hernández |       | AV-CE (es) |       | AV    |
|          | Jaime Raúl Salamanca Torres  |       | AV-CE (es) |       | AV    |

### Caldas
| Portrait | Représentant                     | Liste | Liste   | Parti   | Parti   |
| -------- | -------------------------------- | ----- | ------- | ------- | ------- |
|          | José Octavio Cardona León        |       | PLC     | PLC     | PLC     |
|          | Juana Carolina Londoño Jaramillo |       | PCC     | PCC     | PCC     |
|          | Santiago Osorio Marín (es)       |       | PH      |         | AV      |
|          | Wilder Escobar Ortiz             |       | PH      |         | GM      |
|          | Juan Sebastián Gómez Gonzáles    |       | NL (es) | NL (es) | NL (es) |

### Caquetá
| Portrait | Représentant                   | Parti | Parti |
| -------- | ------------------------------ | ----- | ----- |
|          | Gilma Díaz Arias               |       | PLC   |
|          | Hector Mauricio Cuellar Pinzón |       | PCC   |

### Casanare
| Portrait | Représentant                | Parti | Parti |
| -------- | --------------------------- | ----- | ----- |
|          | Hugo Alfonso Archila Suárez |       | PLC   |
|          | Vladimir Olaya Mancipe      |       | CD    |

### Cauca
| Portrait | Représentant                | Liste | Liste | Parti | Parti |
| -------- | --------------------------- | ----- | ----- | ----- | ----- |
|          | César Cristian Gómez Castro |       | PLC   | PLC   | PLC   |
|          | Jorge Bastidas Rosero       |       | PH    |       | CH    |
|          | Ermes Pete Vivas            |       | PH    |       | MAIS  |
|          | Oscar Rodrigo Campo Hurtado |       | PCR   | PCR   | PCR   |

### Cesar
| Portrait | Représentant                  | Parti | Parti |
| -------- | ----------------------------- | ----- | ----- |
|          | Carlos Felipe Quintero Ovalle |       | PLC   |
|          | José Eliécer Salazar López    |       | PUG   |
|          | Alfredo Cuello Baute (es)     |       | PCC   |
|          | Libardo Cruz Casado           |       | PCC   |

### Chocó
| Portrait | Représentant                            | Parti | Parti |
| -------- | --------------------------------------- | ----- | ----- |
|          | Jhoany Carlos Alberto Palacios Mosquera |       | PLC   |
|          | Astrid Sánchez Montes de Oca            |       | PUG   |

### Córdoba
| Portrait | Représentant                     | Parti | Parti |
| -------- | -------------------------------- | ----- | ----- |
|          | Andrés Calle                     |       | PLC   |
|          | Wadith Alberto Manzur Imbett     |       | PCC   |
|          | Nicolás Antonio Barguil Cubillos |       | PCC   |
|          | Saray Elena Robayo Bechara       |       | PUG   |
|          | Ana Paola García Soto            |       | PUG   |

### Cundinamarca
| Portrait | Représentant                      | Liste | Liste      | Parti | Parti |
| -------- | --------------------------------- | ----- | ---------- | ----- | ----- |
|          | Oscar Sánchez León                |       | PLC        | PLC   | PLC   |
|          | Eduard Sarmiento Hidalgo          |       | PH         |       | PDA   |
|          | Alexandra Vásquez Ochoa           |       | PH         |       | CH    |
|          | Julio Roberto Salazar Perdomo     |       | PCC        | PCC   | PCC   |
|          | Néstor Leonardo Rico Rico         |       | PCC        | PCC   | PCC   |
|          | Diego Fernando Caicedo Navas      |       | PUG        | PUG   | PUG   |
|          | Gloria Liliana Rodríguez Valencia |       | AV-CE (es) |       | AV    |

### Guaviare
| Portrait | Représentant                    | Parti | Parti |
| -------- | ------------------------------- | ----- | ----- |
|          | Alexander Harley Bermúdez Lasso |       | PLC   |
|          | Jorge Alexander Quevedo Herrera |       | PCC   |

### Huila
| Portrait | Représentant                 | Liste | Liste | Parti | Parti |
| -------- | ---------------------------- | ----- | ----- | ----- | ----- |
|          | Flora Perdomo Andrade        |       | PLC   | PLC   | PLC   |
|          | Leyla Rincón Trujillo        |       | PH    |       | PDA   |
|          | Víctor Andrés Tovar Trujillo |       | PCR   | PCR   | PCR   |
|          | Julio César Triana Quintero  |       | PCR   | PCR   | PCR   |

### Magdalena
| Portrait | Représentant                         | Parti | Parti |
| -------- | ------------------------------------ | ----- | ----- |
|          | Kelyn Johana González Duarte         |       | PLC   |
|          | Sandra Milena Ramírez Caviedes       |       | PCR   |
|          | Olmes de Jesús Echeverría de la Rosa |       | CD    |
|          | Hernando Guida Ponce                 |       | PUG   |
|          | Ingrid Aguirre (es)                  |       | FC    |

### Meta
| Portrait | Représentant                  | Liste | Liste      | Parti | Parti |
| -------- | ----------------------------- | ----- | ---------- | ----- | ----- |
|          | Juan Diego Muñoz Cabrera      |       | AV-CE (es) |       | AV    |
|          | Gabriel Ernesto Parrado Durán |       | PH         |       | PDA   |
|          | Jaime Rodríguez Contreras     |       | PCR        | PCR   | PCR   |

### Nariño
| Portrait | Représentant                      | Liste | Liste | Parti | Parti |
| -------- | --------------------------------- | ----- | ----- | ----- | ----- |
|          | Erick Adrián Velasco Burbano      |       | PH    |       | PDA   |
|          | Ruth Amelia Caycedo Rosero        |       | PCC   | PCC   | PCC   |
|          | Juan Daniel Peñuela Calvache      |       | PCC   | PCC   | PCC   |
|          | Bayardo Gilberto Betancourt Pérez |       | PCR   | PCR   | PCR   |
|          | Teresa de Jesús Enríquez Rosero   |       | PUG   | PUG   | PUG   |

### Norte de Santander
| Portrait | Représentant                        | Parti | Parti |
| -------- | ----------------------------------- | ----- | ----- |
|          | Wilmer Yesid Guerrero Avendaño      |       | PLC   |
|          | Ciro Antonio Rodríguez Pinzón       |       | PCC   |
|          | Jairo Humberto Cristo Correa        |       | PCR   |
|          | Juan Felipe Corzo Álvarez           |       | CD    |
|          | Wilmer Ramiro Carrillo Mendoza (es) |       | PUG   |

### Putumayo
| Portrait | Représentant                       | Liste | Liste | Parti | Parti |
| -------- | ---------------------------------- | ----- | ----- | ----- | ----- |
|          | Carlos Adolfo Ardila Espinosa      |       | PLC   | PLC   | PLC   |
|          | Jorge Andrés Cancimance López (es) |       | PH    |       | CH    |

### Quindio
| Portrait | Représentant                     | Parti | Parti |
| -------- | -------------------------------- | ----- | ----- |
|          | Piedad Correal Rubiano           |       | PLC   |
|          | Sandra Bibiana Aristizábal Saleg |       | PLC   |
|          | John Edgar Pérez Rojas           |       | PCR   |

### Risaralda
| Portrait | Représentant                | Liste | Liste  | Parti | Parti |
| -------- | --------------------------- | ----- | ------ | ----- | ----- |
|          | Diego Patiño Amariles (es)  |       | PLC    | PLC   | PLC   |
|          | Aníbal Gustavo Hoyos Franco |       | PLC    | PLC   | PLC   |
|          | Alejandro García Ríos       |       | AV-PDA |       | AV    |
|          | Carolina Giraldo Botero     |       | AV-PDA |       | AV    |

### San Andrés, Providencia et Santa Catalina
| Portrait | Représentant                        | Liste | Liste   | Parti | Parti |
| -------- | ----------------------------------- | ----- | ------- | ----- | ----- |
|          | Elizabeth Jay-Pang Díaz             |       | PLC     | PLC   | PLC   |
|          | Wilmer Ramiro Carrillo Mendoza (es) |       | PUG-CJL |       | PUG   |

### Santander
| Portrait | Représentant                      | Liste | Liste      | Parti | Parti |
| -------- | --------------------------------- | ----- | ---------- | ----- | ----- |
|          | Álvaro Leonel Rueda Caballero     |       | PLC        | PLC   | PLC   |
|          | Mary Anne Perdomo                 |       | PH         |       | CH    |
|          | Luis Eduardo Díaz Mateus          |       | PCC        | PCC   | PCC   |
|          | Óscar Leonardo Villamizar Meneses |       | CD         | CD    | CD    |
|          | Cristian Danilo Avendaño Fino     |       | AV-CE (es) |       | AV    |
|          | Jairo Reinaldo Cala (es)          |       | COM        | COM   | COM   |
|          | Erika Tatiana Sánchez (es)        |       | LIGA       | LIGA  | LIGA  |
|          | Juan Manuel Cortes Dueñas         |       | LIGA       | LIGA  | LIGA  |

### Sucre
| Portrait | Représentant                 | Liste | Liste  | Parti | Parti |
| -------- | ---------------------------- | ----- | ------ | ----- | ----- |
|          | Karyme Adrana Cotes Martínez |       | PLC    | PLC   | PLC   |
|          | Milene Jarava Díaz           |       | PUG    | PUG   | PUG   |
|          | Luis David Suárez Chadid     |       | PCC-CD |       | PCC   |

### Tolima
| Portrait | Représentant                       | Liste | Liste | Parti | Parti |
| -------- | ---------------------------------- | ----- | ----- | ----- | ----- |
|          | Olga Beatriz González Correa       |       | PLC   | PLC   | PLC   |
|          | José Alejandro Martínez Sánchez    |       | PCC   | PCC   | PCC   |
|          | Gerardo Yepes Caro                 |       | PCC   | PCC   | PCC   |
|          | Delcy Esperanza Isaza Buenaventura |       | PCC   | PCC   | PCC   |
|          | Carlos Edward Osorio (es)          |       | CD    | CD    | CD    |
|          | Martha Lisbeth Alfonso Jurado      |       | PH    |       | AV    |

### Valle del Cauca
| Portrait | Représentant                       | Liste | Liste | Parti | Parti |
| -------- | ---------------------------------- | ----- | ----- | ----- | ----- |
|          | Álvaro Henry Monedero Rivera       |       | PLC   | PLC   | PLC   |
|          | Leonardo de Jesús Gallego Arroyave |       | PLC   | PLC   | PLC   |
|          | José Alberto Tejada (es)           |       | PH    |       | CH    |
|          | Gloria Elena Arizabaleta Corral    |       | PH    |       | LFP   |
|          | Cristóbal Caicedo Angulo           |       | PH    |       | PDA   |
|          | Jorge Alejandro Ocampo             |       | PH    |       | PDA   |
|          | Alfredo Mondragón Garzón           |       | PH    |       | PDA   |
|          | Marcos Calarcá (es)                |       | COM   | COM   | COM   |

### Vaupés
| Portrait | Représentant                 | Parti | Parti |
| -------- | ---------------------------- | ----- | ----- |
|          | Hugo Danilo Lozano Pimiento  |       | CD    |
|          | Camilo Esteban Ávila Morales |       | PUG   |

### Vichada
| Portrait | Représentant                   | Parti | Parti |
| -------- | ------------------------------ | ----- | ----- |
|          | Javier Alexander Sánchez Reyes |       | PCR   |
|          | Álvaro Mauricio Londoño Lugo   |       | PUG   |

### Circonscriptions spéciales
| Portrait | Représentant                       | Parti | Parti    | Siège                                           | Siège |
| -------- | ---------------------------------- | ----- | -------- | ----------------------------------------------- | ----- |
|          | Norman David Bañol Álvarez         |       | MAIS     | Circonscription spéciale indigène               |       |
|          | Ana Rogelia Monsalve Álvarez (es)  |       | PDC (es) | Afro-Colombiens                                 |       |
|          | Miguel Abraham Polo Polo (es)      |       | PEC (es) | Afro-Colombiens                                 |       |
|          | Juan Pablo Salazar Rivera          |       | CITREP   | Circonscriptions spéciales de paix transitoires |       |
|          | Karen Astrith Manrique Olarte      |       | CITREP   | Circonscriptions spéciales de paix transitoires |       |
|          | John Jairo González Agudelo        |       | CITREP   | Circonscriptions spéciales de paix transitoires |       |
|          | Diógenes Quintero Amaya            |       | CITREP   | Circonscriptions spéciales de paix transitoires |       |
|          | Jhon Fredy Núñez Ramos             |       | CITREP   | Circonscriptions spéciales de paix transitoires |       |
|          | James Hermenegildo Mosquera Torres |       | CITREP   | Circonscriptions spéciales de paix transitoires |       |
|          | William Ferney                     |       | CITREP   | Circonscriptions spéciales de paix transitoires |       |
|          | Luis Ramiro Ricardo Buelvas        |       | CITREP   | Circonscriptions spéciales de paix transitoires |       |
|          | Orlando Castillo Advíncula         |       | CITREP   | Circonscriptions spéciales de paix transitoires |       |
|          | Gerson Lisímaco Montaño Arizala    |       | CITREP   | Circonscriptions spéciales de paix transitoires |       |
|          | Jhon Fredi Valencia Caicedo        |       | CITREP   | Circonscriptions spéciales de paix transitoires |       |
|          | Jorge Rodrigo Tovar Vélez          |       | CITREP   | Circonscriptions spéciales de paix transitoires |       |
|          | Juan Carlos Vargas Soler           |       | CITREP   | Circonscriptions spéciales de paix transitoires |       |
|          | Leonor María Palencia Vega         |       | CITREP   | Circonscriptions spéciales de paix transitoires |       |
|          | Haiver Rincón Gutiérrez            |       | CITREP   | Circonscriptions spéciales de paix transitoires |       |
|          | Karen Juliana López Salazar        |       | CITREP   | Circonscriptions spéciales de paix transitoires |       |